# Silver Springs (New York)
Silver Springs è un villaggio degli Stati Uniti d'America, situato nello stato di New York, nella contea di Wyoming.